# Austroargiolestes elke
Austroargiolestes elke – gatunek ważki z rodzaju Austroargiolestes należącego do rodziny Argiolestidae.
Imagines ubarwione czarno-niebiesko. Górne przydatki analne samca mają brzuszną ostrogę, która od góry jest widoczna, zaś jego przydatki są dolne szerokie i tępe.
Ważka ta jest endemitem północno-wschodniej Australii.